# Плюк
Плюк — вымышленная планета, созданная художником-постановщиком Теодором Тэжиком, на которой разворачивается основное действие художественного фильма режиссёра Георгия Данелии «Кин-дза-дза!» (1986) и его анимационного ремейка «Ку! Кин-дза-дза» (2013).
Название и показанные в фильме особенности планеты широко используется в различных сферах повседневной жизни — от газетных статей до школьных задачек.
Плюк — чатланская планета в галактике Кин-Дза-Дза. На ней нет воды, так как из неё сделали луц (топливо), поэтому поверхность Плюка — песчаная пустыня, а жители обитают в подземных помещениях. Верховный Правитель Планеты — Господин ПЖ.
Жители Плюка внешне похожи на землян, но способны читать мысли, поэтому на Плюке не принято думать правду. Местный чатланский язык состоит лишь из нескольких слов. Плюк технически намного более развит, чем Земля, но вся техника сплошь проржавевшая, изношенная и работает плохо. Флора и фауна полностью уничтожены, а вся вода Плюка превращена в луц. Население Плюка, как и других планет галактики Кин-дза-дза, делится на две категории — «чатлане» и «пацаки», принадлежность к каждой из которых определяется исключительно при помощи специального прибора — «визатора». Плюк — чатланская планета, поэтому пацаки на Плюке должны носить в носу специальный колокольчик («цак») и при встрече с чатланином приседать перед ним особым образом («делать ку»). Существуют и другие виды дискриминации пацаков: им назначаются более жёсткие наказания за правонарушения; артисты-пацаки имеют право выступать только в железной клетке; имеет место сегрегация в общественном транспорте и др.
Величайшей ценностью на Плюке является КЦ — спички. Обладание КЦ сильно повышает социальный статус жителей планеты, хотя обладание контрафактными КЦ незаконно, а контрабанда КЦ карается пожизненным эцихом с гвоздями.
Социальный статус плюканина определяется наличием большего или меньшего количества КЦ и наличием штанов определенного цвета.
| Цвет штанов     | Привилегии | Обладатель права на ношение | Носитель (в фильме) |
| --------------- | --- | --- | --- |
| Голубые штаны   | Личный бассейн (у господина ПЖ), собственная охрана. Возможно, что имеются и другие привилегии. | Высшая элита Плюка: правитель планеты (возможно, также некоторые высокопоставленные чиновники) и лица, обладающие очень большим количеством КЦ (по сценарию фильма — 3 грамма) | Господин ПЖ, а также VIP в толпе в сцене «Чемпионат по игре в плюку». В мультипликационном фильме «Ку! Кин-дза-дза» господин ПЖ голубые штаны не носит. |
| Малиновые штаны | Перед владельцем штанов пацаки и чатлане обязаны приседать (пацак — два раза, а чатланин — один). Кроме того, владельцы малиновых штанов имеют статус неприкосновенности (эцилоппам запрещено их бить по ночам). | Состоятельные жители Плюка, владеющие большим количеством КЦ (по сценарию — 2 грамма)                                                                                          | Мама господина ПЖ, а также главарь контрабандистов, обманом укравший у землян коробок спичек.                                                           |
| Жёлтые штаны    | Перед владельцем штанов пацаки должны приседать и говорить «Ку» не один, а два раза. | Зажиточные жители Плюка, имеющие 1 грамм КЦ | Карлик |

Помимо перечисленных цветов штанов, персонажи фильма носят штаны и некоторых других цветов, однако являются ли эти штаны символом статуса и дают ли какие-либо привилегии их обладателям — определенно не установлено.
| Цвет штанов     | Носители |
| --------------- | --- |
| Белые штаны     | Чатланин Уэф, эцилопп-судья (отправивший Уэфа и Би в эцих), эцилопп с намордниками, личный пацак господина ПЖ. Также в белых штанах любит появляться на голограммах и сам господин ПЖ, демонстрируя свою любовь к народу. |
| Оранжевые штаны | Усатый пилот-эцилопп, чатланин-диссидент Кырр (автор фразы «пацаки чатланам на голову сели»), трусливый пилот-эцилопп («я сразу на каппу нажал»), пацак Би.                                                               |
| Чёрные штаны    | Главарь контрабандистов (до того, как он разбогател), охранник эциха, толстый чатланин в поезде, некоторые плюкане у колеса обозрения.                                                                                    |
| Серые штаны     | Цан (женщина на тележке), пацак-сторож со змеевиком на голове, некоторые плюкане у колеса обозрения, дядя Вова, Скрипач.                                                                                                  |
| Сиреневые штаны | Подружка главаря разбогатевших контрабандистов |
| Зелёные штаны   | Разбогатевший однорукий контрабандист, эцилопп в штатском. В книге «Тостуемый пьёт до дна» Георгий Данелия сообщает, что «зелёные штаны — для шушеры».                                                                    |